# Cordón industrial
Cordón industrial fue un órgano colectivista de democracia obrera en la historia de Chile formado por algunos sectores de la clase obrera, con influjo socialista, durante el gobierno de Salvador Allende (1970-1973). Sus simpatizantes denominaron al proceso «poder popular».

## Historia
El primer cordón industrial fue el de Cerrillos-Maipú, y se considera como punto de inicio de aquel cordón el 19 de junio de 1972, cuando la industria conservera Perlak fue tomada por sus trabajadores para exigir que ésta pasara al "área social" del Estado. Anteriormente a ello, se había constituido el Comando Coordinador de las Luchas de los Trabajadores del Cordón Cerrillos-Maipú, que posteriormente derivó en el nombre Cordón Industrial Cerrillos-Maipú.
Posteriormente se fueron creando diversos cordones industriales:
- Vicuña Mackenna (octubre de 1972)
- O'Higgins (octubre de 1972)
- Macul (octubre de 1972)
- Estación Central (octubre de 1972)[4]
- Santa Rosa-Gran Avenida (octubre de 1972)
- Conchalí-Área Norte (octubre de 1972)
- Huachipato (Concepción, octubre de 1972)[4]
- Mapocho-Cordillera (marzo de 1973)
- San Bernardo (junio de 1973)[4]
- San Joaquín (junio de 1973)
- Santiago Centro (junio de 1973)
- Panamericana Norte.[1]

## Organización
Estos órganos de poder popular fueron establecidos por la actividad independiente de la clase obrera. Su formación se extendió y multiplicó en respuesta al sabotaje y a las huelgas organizadas por gremios empresariales que tenían como fin la destabilización del gobierno de la Unidad Popular y el descarrilamiento de la implementación de un programa de tipo socialista.
Cada cordón consistía de un grupo de compañías o fábricas que coordinaban el trabajo de los obreros de una misma zona. En el momento del Golpe de Estado del 11 de septiembre de 1973, estaban establecidos y en orden 31 cordones; 8 de ellos en la capital chilena.
La naturaleza independiente de estos órganos de "poder obrero" para las burocracias —tanto del sindicato oficial (CUT) como del Estado (parlamento y congreso) y del liderazgo de los partidos que formaban la coalición de la Unidad Popular (PS, PCCh, etc.)— crearon situaciones complejas para quienes intentaban implementar un socialismo sin dependencia de los designios de la instituciones democráticas consideradas burguesas. Algunas organizaciones políticas —como el MIR, que no era parte de la coalición partidista,  el MAPU Garretón y una amplia fracción del Partido Socialista de Chile, de cuyo partido sobresalieron la mayoría de los dirigentes de los cordones— vieron estos órganos del poder obrero como el embrión de los órganos sociales de un sistema de gobierno mucho más democrático e incluso una suerte de poder dual.